# جک مک‌میلان
جک مک‌میلان (انگلیسی: Jack McMillan؛ زادهٔ ۱۴ ژانویهٔ ۲۰۰۰) ورزشکار ورزش شنا اهل جمهوری ایرلند است.
وی در مسابقات کشوری و بین‌المللی در مجموع برندهٔ ۱ مدال طلا، ۱ مدال برنز شده است.